# Babhulgaon
Babhulgaon là một thị trấn thống kê (census town) của quận Hingoli thuộc bang Maharashtra, Ấn Độ.

## Nhân khẩu
Theo điều tra dân số năm 2001 của Ấn Độ, Babhulgaon có dân số 6600 người. Phái nam chiếm 52% tổng số dân và phái nữ chiếm 48%. Babhulgaon có tỷ lệ 47% biết đọc biết viết, thấp hơn tỷ lệ trung bình toàn quốc là 59,5%: tỷ lệ cho phái nam là 59%, và tỷ lệ cho phái nữ là 34%. Tại Babhulgaon, 17% dân số nhỏ hơn 6 tuổi.